# Pseudogyndes
Pseudogyndes is een geslacht van hooiwagens uit de familie Gonyleptidae.
De wetenschappelijke naam Pseudogyndes is voor het eerst geldig gepubliceerd door Mello-Leitão in 1932. 

## Soorten
Pseudogyndes omvat de volgende 2 soorten:
- Pseudogyndes marginata
- Pseudogyndes subsimilis